# Mahmoud Namdjou
Mahmoud Namdjou (persiska: محمود نامجو), född 22 september 1918 i Rasht i Gilan i Iran, död 21 januari 1989 i Teheran, var en iransk tyngdlyftare. Han vann en silvermedalj vid olympiska sommarspelen 1952 i 56-kilosklassen och en bronsmedalj vid olympiska sommarspelen 1956 i samma viktklass. Namdjou tog också tre guldmedaljer vid världsmästerskapen i tyngdlyftning 1949, 1950 och 1951 samt en guldmedalj vid asiatiska spelen 1951.